# Blechschaden (Musik)
Blechschaden ist ein Blechbläserensemble aus Deutschland.
Die Gruppe setzt sich aus den Blechbläsern der Münchner Philharmoniker zusammen. Blechschaden wurde 1985 von Bob Ross gegründet. Das Repertoire des Ensembles reicht von klassischer Musik über Unterhaltungs- und Rockmusik bis hin zu traditioneller Blasmusik, wobei der Ablauf der Konzerte humoristisch geprägt ist.

## Tonträger

### CDs
- 1995: 10 Jahre Blechschaden
- 1998: Swingin’ Philharmonic Brass
- 1998: Brassomania
- 2001: Best of Blechschaden – Live
- 2002: Blechschaden in Blech
- 2004: Kulturvollzugsanstalt
- 2005: Das Beste
- 2009: Also brass Zarathustra
- 2010: Up! Frack Prämie
- 2015: Weihnachten mit Blechschaden

### DVD
- 2004: Blechschaden – Live on Tour

## Auszeichnungen
- 1999: Echo Klassik für das Album „Brassomania“
- 2002: Echo Klassik für das Album „Blechschaden in Blech“
- 2009: München leuchtet aus Anlass des 25-jährigen Bestehens
- 2009: Kulturpreis Bayern (Sonderpreis)